# Urfa-Mann

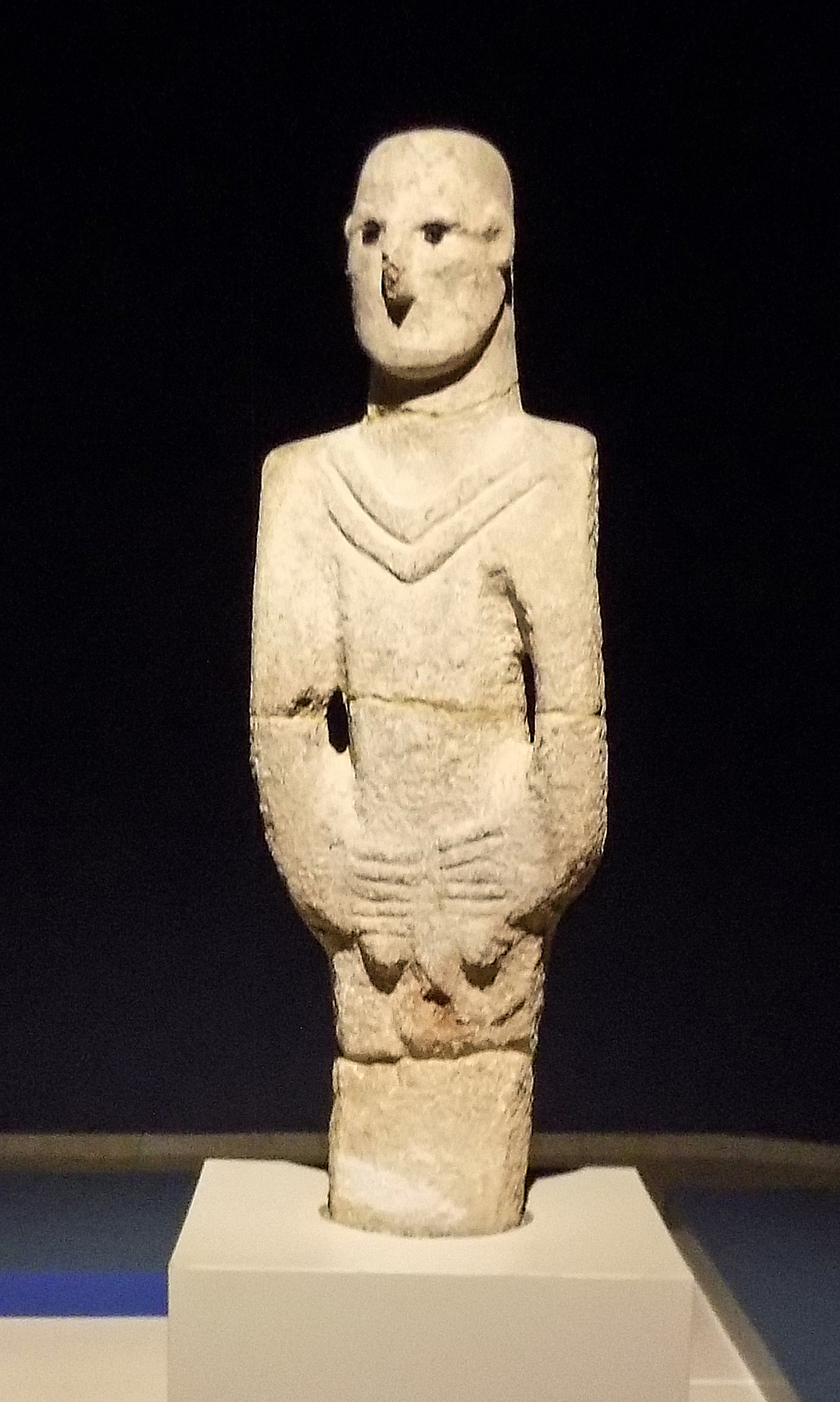
Die Statue Urfa-Mann besteht aus Sandstein und trägt in ihren Augensockeln Obsidian im Archäologisches Museum Şanlıurfa.

Der Urfa-Mann (türkisch Urfa Adamı und Balıklıgöl Heykeli), auch bekannt als Statue vom Balıklıgöl, ist eine vorgeschichtliche anthropomorphe Statue, die bei Bauarbeiten in der Nähe des Balıklıgöl der Stadt Şanlıurfa gefunden wurde. Sie ist etwa 11.000 Jahre alt und fällt damit in das Präkeramische Neolithikum, womit sie zeitgleich zu den Stätten Göbekli Tepe (Präkeramisches Neolithikum A/B) und Nevalı Çori (Präkeramisches Neolithikum B) ist. Beide Orte befinden sich in der Nähe Şanlıurfas. Die Statue wurde als die älteste naturalistische lebensgroße menschliche Skulptur gesehen, bis im September 2023 eine 2,3 m hohe Statue eines nackten Mannes, der seinen Phallus umgreift,  in Karahan Tepe gefunden wurde, die 12000 Jahre alt ist.

## Entdeckung und Kontext
1993 wurde die Statue bei Straßenbauarbeiten im Stadtteil Yeni Mahalle nördlich des Balıklıgöl gefunden, leider wurde der genaue Fundort nicht protokolliert. Beim Fund war die Statue in vier Teile zerbrochen, ob dies unabsichtlich durch die Bauarbeiten passierte, ist nicht klar. 1997 wurde klar, dass das Gebiet der Fundstelle seit dem frühen Neolithikum besiedelt war.
Die Statue ist über 180 cm groß und besteht aus hellem Sandstein. Die Augen bestehen aus zwei Vertiefungen, in die dunkler Obsidian eingelassen ist, ein Mund dagegen fehlt. Die Statue ist bis auf eine V-förmigen Kragen (oder Kette) nackt. Die Hände scheinen die Genitalien zu umfassen und zu bedecken und anstelle von Beinen oder Füßen verjüngt sich die Statue nach unten hin, um einen sicheren Halt im Boden zu haben.
Vor dem Fund des Urfa-Manns waren aus dem Jungpaläolithikum Statuetten wie der Löwenmensch (35.000 bis 41.000 Jahre), die Venus von Dolní Věstonice (25.000 bis 29.000 Jahre), die Venus von Willendorf (knapp 30.000 Jahre) oder die Venus von Brassempouy (21.000 bis 26.000 Jahre) bekannt. Etwas jünger als der Urfa-Mann selbst sind Statuen (6700 bis 6500 v. Chr.) aus ʿAin Ghazal in der Levante.
Dem Urfa-Mann ist im Archäologischen Museum Şanlıurfa ein eigener Raum gewidmet.